# Кохтла-Нимме
Кохтла-Нимме (ест. Kohtla-Nõmme) — селище і водночас волость в Естонії, у складі повіту Іда-Вірумаа.

## Розташування
Площа волості — 4,65 км², чисельність населення становить 1020 осіб.